# Luke Hines
Luke Hines (ur. 4 maja 1982 roku w Hoddesdon) – brytyjski kierowca wyścigowy.

## Kariera
Hines rozpoczął karierę w międzynarodowych wyścigach samochodowych w 2000 roku od startów w Avon Junior Zetec Challenge. Z dorobkiem 57 punktów został sklasyfikowany na piątej pozycji w końcowej klasyfikacji kierowców. W późniejszym okresie Brytyjczyk pojawiał się także w stawce Festiwalu Formuły Ford, Brytyjskiej Formuły Ford, Europejskiego Pucharu Formuły Ford, British Touring Car Championship, British GT Championship, Porsche Supercup, FIA GT Championship, American Le Mans Series, Formuły Le Mans, Grand American Rolex Series oraz 24H Series.